# Kraichbachniederung
Das Naturschutzgebiet Kraichbachniederung liegt auf dem Gebiet der Stadt Kraichtal im Landkreis Karlsruhe in Baden-Württemberg.
Das Gebiet erstreckt sich nordwestlich von Münzesheim, einem Stadtteil von Kraichtal, entlang des Kraichbaches, eines rechten Zuflusses des Rheins. Unweit westlich verläuft die Landesstraße L 554.

## Bedeutung
Für Kraichtal ist seit dem 12. April 1984 ein 48,9 ha großes Gebiet unter der Kenn-Nummer 2.073 als Naturschutzgebiet ausgewiesen. Es handelt sich um eine „naturnahe Auenlandschaft mit verschiedenartigen Feuchtbiotopen, geprägt vom Bachlauf und zahlreichen Quellen.“